# Mystère d'une vie
Mystère d'une vie est un film muet français réalisé par André Hugon, sorti en 1917.

## Fiche technique
- Titre : Mystère d'une vie
- Réalisation : André Hugon
- Format : Noir et blanc — 35 mm — 1,33:1 — Muet
- Pays d'origine :  France,  États-Unis
- Langue : film muet avec les intertitres  en français
- Genre : Court métrage
- Dates de sortie : 
  - France :  1917